# Broadview (Saskatchewan)
Pour les articles homonymes, voir Broadview.
Broadview est une communauté située dans la province de la Saskatchewan, dans le sud-est.